# (36744) 2000 RB63
2000 RB63 (asteroide 36744) é um asteroide da cintura principal. Possui uma excentricidade de 0.16144580 e uma inclinação de 4.35764º.
Este asteroide foi descoberto no dia 2 de setembro de 2000 por LINEAR em Socorro.